# HD 77361
HD 77361 es una estrella en la constelación de la Pyxis, la brújula.
Se localiza entre δ Pyxidis y κ Pyxidis, a 1º37' de la primera.
Se encuentra a 352 ± 17 años luz del sistema solar.

## Características físicas
Como muchas estrellas del cielo nocturno, HD 77361 es una gigante naranja.
Tiene tipo espectral K1IIICN y una temperatura efectiva de 4580 ± 75 K.
46 veces más luminosa que el Sol, su masa estimada es de 1,5 ± 0,2 masas solares.
Su diámetro angular, 0,92 ± 0,01 milisegundos de arco, permite evaluar su verdadero diámetro, siendo éste 10,5 veces más grande que el del Sol, normal para una estrella de sus características.

## Composición química
La característica más notable de HD 77361 es que es una gigante «super-rica en litio».
Los modelos de evolución estelar predicen una disminución del contenido de dicho elemento en las atmósferas de las estrellas evolucionadas, ya que es destruido por las altas temperaturas existentes en las regiones más profundas de la estrella.
Así, mientras que el contenido medio de litio en estrellas de la secuencia principal es logє[Li] = 3,3, en la mayor parte de las gigantes naranjas de baja masa dicho valor disminuye hasta logє[Li] < 1,5. Aquellas gigantes cuyo contenido de litio está por encima de este valor son consideradas gigantes «ricas en litio», suponiendo apenas el 1% del total.
En las estrellas super-ricas en litio, entre las que se cuenta HD 77361, el contenido de litio es aún mayor (logє[Li] ≥ 3,3), habiéndose constatado que están confinadas en una pequeña región del diagrama de Hertzsprung-Russell.
Además, estas estrellas muestran una relación 12C/13C menor que la que cabría esperar por los modelos teóricos.
No se entiende como las gigantes de tipo K, con envolturas convectivas muy profundas y mezclado eficiente —como sugiere la baja relación 12C/13C— pueden llegar a tener niveles de litio tan elevados.
Por ello, el exceso de litio en gigantes naranjas es uno de los problemas astrofísicos más desconcertantes de las dos últimas décadas.
Se piensa los elevados niveles de litio en estas gigantes son el resultado de la nucleosíntesis estelar junto a algún tipo de mezclado suplementario.
En este sentido, HD 77361 es especialmente interesante, ya que, además de su elevado contenido de litio (logє[Li] = 3,8), presenta la relación 12C/13C más baja de todas las estrellas de su clase.